# Передпліччя

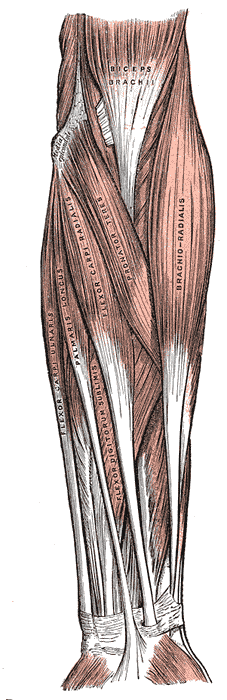
Передпліччя людини

Передпліччя (лат. anterbrachium) — частина руки від кисті до ліктя, яка складається з променевої та ліктьової кісток. Розташоване між ліктьовим суглобом і кистю. Виконує рухи супінації і пронації.

## М'язи

### Передні м'язи передпліччя— згиначі
Всі передні м'язи передпліччя починаються від медіального надвироста плечової кістки, проходять вздовж променевої і ліктьової кісток. Прикріплюються до кісток кисті. Це згиначі кисті.

#### Перший шар м'язів
Ліктьовий згинач зап'ястя — прикріплюється до горохоподібної кісточки.

Поверхневий згинач пальців. Має плечову і променеву головки. Плечова головка починається від медіального надвироста плечової кістки, а променева від променевої кістки. Обидві головки переходять у два міцні сухожилки, які діляться на 4-й і прикріплюються до серединних фаланг 2-5 пальців.

Довгий долонний м'яз. Має коротке черевце і довгий сухожилок, який переходить у долонний апоневроз. М'яз непостійний, є у 85 % людей.

Променевий згинач кисті — прикріплюється до 1-2 п'ясткових кісток.

Круглий пронатор — прикріплюється до верхньої одної третьої променевої кістки.

#### Другий шар м'язів
Глибокий згинач пальців. Лежить під поверхневим. Прикріплюється до нігтьових фаланг 2-5 пальців.

Довгий згинача великого пальця — прикріплюється до нігтьової фаланги великого пальця. Має одноперисту будову, сильний, що збільшує хватальну функцію кисті.

#### Третій шар м'язів
Квадратний пронатор. Лежить найглибше, в нижній частині передпліччя. Починається від передньої поверхні ліктьової кістки і прикріплюється до передньої та бічної поверхонь променевої кістки у проксимальній третині передпліччя, забезпечує пронацію передпліччя

### Задні м'язи передпліччя— розгиначі
Всі м'язи задньої поверхні передпліччя (за винятком глибоких) починаються від латерального надвироста плечової кістки. Це все — розгиначі кисті.

### Перший шар м'язів
Ліктьовий розгинач зап'ястя — прикріплюється до 5-ї п'ясткової кістки.

Розгинач малого пальця. Прикріплюється до основної фаланги малого пальця.

Розгинач пальців. Прикріплюється до нігтьових фалангів 2-5 пальців.

Довгий і короткий променеві розгиначі зап'ястя. Прикріплюються до другої і третьої п'ясткових кісток, 2-й шар м'язів (див. барельєф)

Супінатор. Лежить у верхній частині передпліччя, прикріплюється до верхньої частини променевої кістки.

У нижній частині передпліччя лежать м'язи, які починаються від обох кісток передпліччя. Це такі:
Довгий відвідний м'яз великого пальця. Прикріплюється до першої п'ясткової кістки.

Короткий і довгий розгиначі великого пальця. Прикріплюються до основної і нігтьової фаланги великого пальця.

Розгинач вказівного пальця. Прикріплюється до основної фаланги вказівного пальця.

Плечово-променевий м'яз. Починається від плечової кістки вище латерального надвироста і прикріплюється до променевої кістки вище шилоподібного відростка. У нього розрізняють дві частини: передню і задню. Функція: весь м'яз згинає передпліччя, передня частина пронує передпліччя, а задня — супінує.

### Функціональні групи м'язів ліктьового суглоба
Згинання: плечово-променевий, круглий пронатор, двоголовий м'яз плеча, плечовий м'яз.

Розгинання: трьохголовий плеча, ліктьовий м'яз.

Пронація: плечово-променевий, круглий і квадратний пронатори.

Супінація: плечово-променевий, супінатор, двоголовий м'яз плеча.

### Функціональні групи променево-зап'ясткового суглоба
Згинання: ліктьовий згинач зап'ястя, поверхневий і глибокий згиначі пальців, довгий долонний м'яз, променевий згинач зап'ястя, довгий згинач великого пальця.

Розгинання: ліктьовий розгинач зап'ястя, розгинач малого пальця, розгинач пальців, довгий і короткий променеві розгиначі зап'ястя, довгий і короткий розгиначі великого пальця, розгинач вказівного пальця.

Приведення: ліктьовий згинач і розгинач зап'ястя.

Відведення: променевий згинач зап'ястя, довгий і короткий променеві розгиначі зап'ястя, довгий відвідний м'яз великого пальця, довгий і короткий розгиначі великого пальця.